# Tominari Shinji
Shinji Tominari (冨成 慎司 Tominari Shinji, sinh ngày 22 tháng 2 năm 1987) là một cầu thủ bóng đá người Nhật Bản thi đấu cho Kagoshima United FC.

## Thống kê câu lạc bộ
Cập nhật đến ngày 23 tháng 2 năm 2017.
| Thành tích câu lạc bộ | Thành tích câu lạc bộ | Thành tích câu lạc bộ | Giải vô địch | Giải vô địch | Cúp                   | Cúp                   | Tổng cộng | Tổng cộng |
| Mùa giải              | Câu lạc bộ            | Giải vô địch          | Số trận      | Bàn thắng    | Số trận               | Bàn thắng             | Số trận   | Bàn thắng |
| Nhật Bản              | Nhật Bản              | Nhật Bản              | Giải vô địch | Giải vô địch | Cúp Hoàng đế Nhật Bản | Cúp Hoàng đế Nhật Bản | Tổng cộng | Tổng cộng |
| --------------------- | --------------------- | --------------------- | ------------ | ------------ | --------------------- | --------------------- | --------- | --------- |
| 2009                  | FC Gifu               | J2 League             | 44           | 3            | 4                     | 0                     | 48        | 3         |
| 2010                  | FC Gifu               | J2 League             | 14           | 0            | 0                     | 0                     | 14        | 0         |
| 2011                  | FC Gifu               | J2 League             | 1            | 0            | 0                     | 0                     | 1         | 0         |
| 2012                  | Fujieda MYFC          | JFL                   | 8            | 1            | 0                     | 0                     | 8         | 1         |
| 2013                  | Fujieda MYFC          | JFL                   | 26           | 1            | 1                     | 0                     | 27        | 1         |
| 2014                  | Kagoshima United FC   | JFL                   | 11           | 0            | 2                     | 0                     | 13        | 0         |
| 2015                  | Kagoshima United FC   | JFL                   | 22           | 1            | 0                     | 0                     | 22        | 1         |
| 2016                  | Kagoshima United FC   | J3 League             | 30           | 1            | 1                     | 0                     | 31        | 1         |
| Tổng                  | Tổng                  | Tổng                  | 156          | 7            | 8                     | 0                     | 164       | 7         |